# Bombajské prezidentství
Bombajské prezidentství vzniklo, když byl ostrov Salsette, na kterém dnes leží město Bombaj, pronajat jako odměna Britské Východoindické společnosti (EIC) královskou listinou anglického krále Karla II. Ten získal území 11. května 1661 sňatkem, kdy byla uzavřena jeho manželská smlouva s Kateřinou z Braganzy, dcerou portugalského krále Jana IV. Ostrov Bombaj byl součástí věna Kateřiny. EIC přenesla své ústředí ze Súratu ve státě Gudžarát, své první kolonie v tomto regionu, do Bombaje v roce 1687. Region se dostal pod kontrolu britského parlamentu spolu s dalšími částmi Britské Indie prostřednictvím zákona známého jako EIC Act 1784, navrženým Williamem Pittem mladším. (Tímto zákonem se EIC dostala pod kontrolu britského parlamentu.) K významným územním ziskům došlo během anglo-maráthských válek, kdy byly k Bombaji připojeny další regiony.

## Historie
První anglická dohoda o prezidentství známá jako Western Presidency vznikla v roce 1618 v Súratu v dnešním státě Gudžarátu. EIC zde založila továrnu na základě listiny podepsané mughalským císařem Jahangirou. V roce 1626 se Holanďané i Angličané neúspěšně pokusili získat od Portugalska ostrov Bombaj v pobřežní oblasti Konkan a v roce 1653 byly předloženy návrhy na jeho koupi od Portugalců. V roce 1661 byl ostrov získán Anglií jako součást věna Kateřiny z Braganzy po její sňatku s Karlem II. V Anglii nebyl tento zisk příliš oceňován a správa královských úředníků byla tak neúspěšná, že v roce 1668 bylo území převedeno pod správu EIC za roční poplatek 10 £. Společnost tam založila továrnu a rovněž jí byly svěřeny pravomoci obrany ostrova a výkonu spravedlnosti. Bylo vybudováno opevnění, které se v roce 1673 ukázalo jako dostatečné k tomu, aby odradilo Holanďany od zamýšleného útoku. V roce 1687 se Bombaj stala hlavní sídlem Východoindické společnosti v Indii. V roce 1753 se guvernér Bombaje stal podřízeným guvernérovi Kalkaty.

## Autonomie
Zákonem Government of India Act 1935 se z bombajského prezidentství stala samostatná provincie. Byla rozšířena volená provinční legislativa a také autonomie provincie vůči ústřední vládě. Ve volbách v Bombaji roce 1937 vyhrál Indický národní kongres, avšak se nepodařilo sestavit vládu. Za pomoci guvernéra Sira George Lloyda bylo vytvořeno dočasné ministerstvo.

Vlajka Indie (a připojených území) během období britské kolonizace

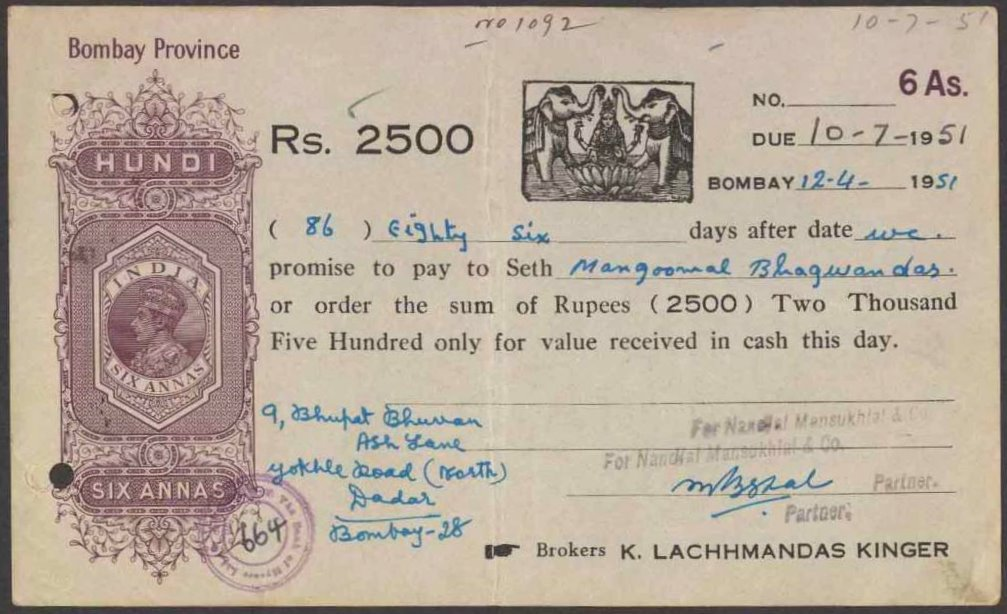
Bankovka z roku 1951, Bombajské prezidentství

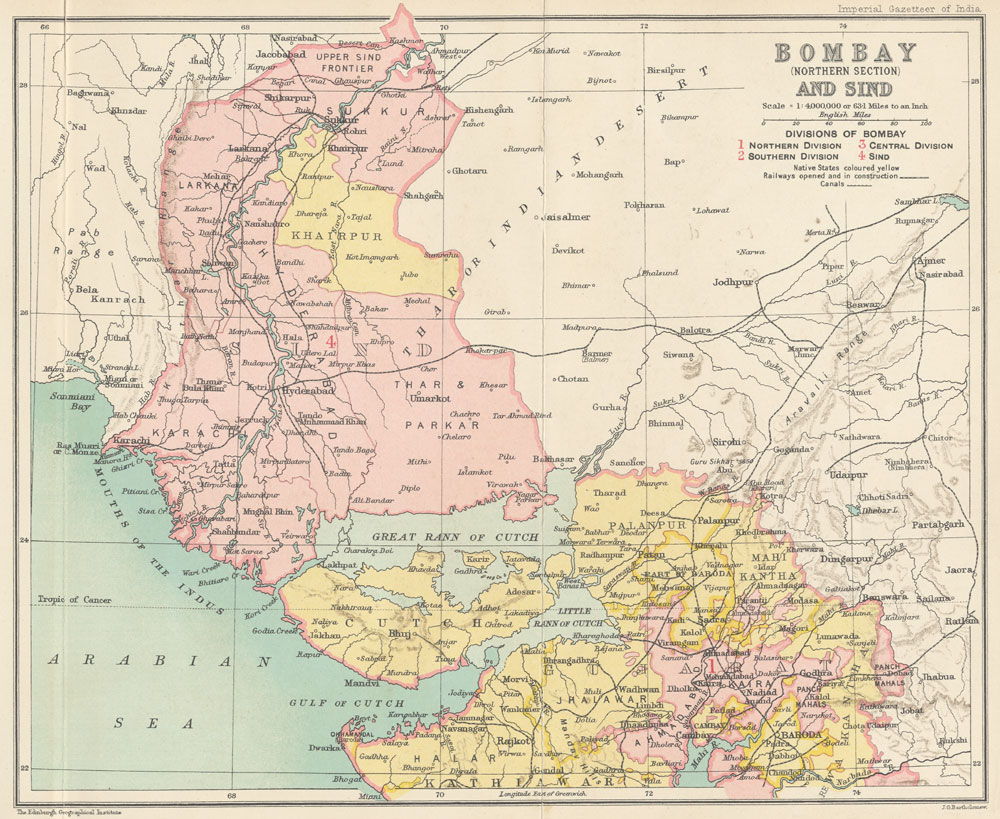
Bombajské prezidentství, rok 1909, severní část
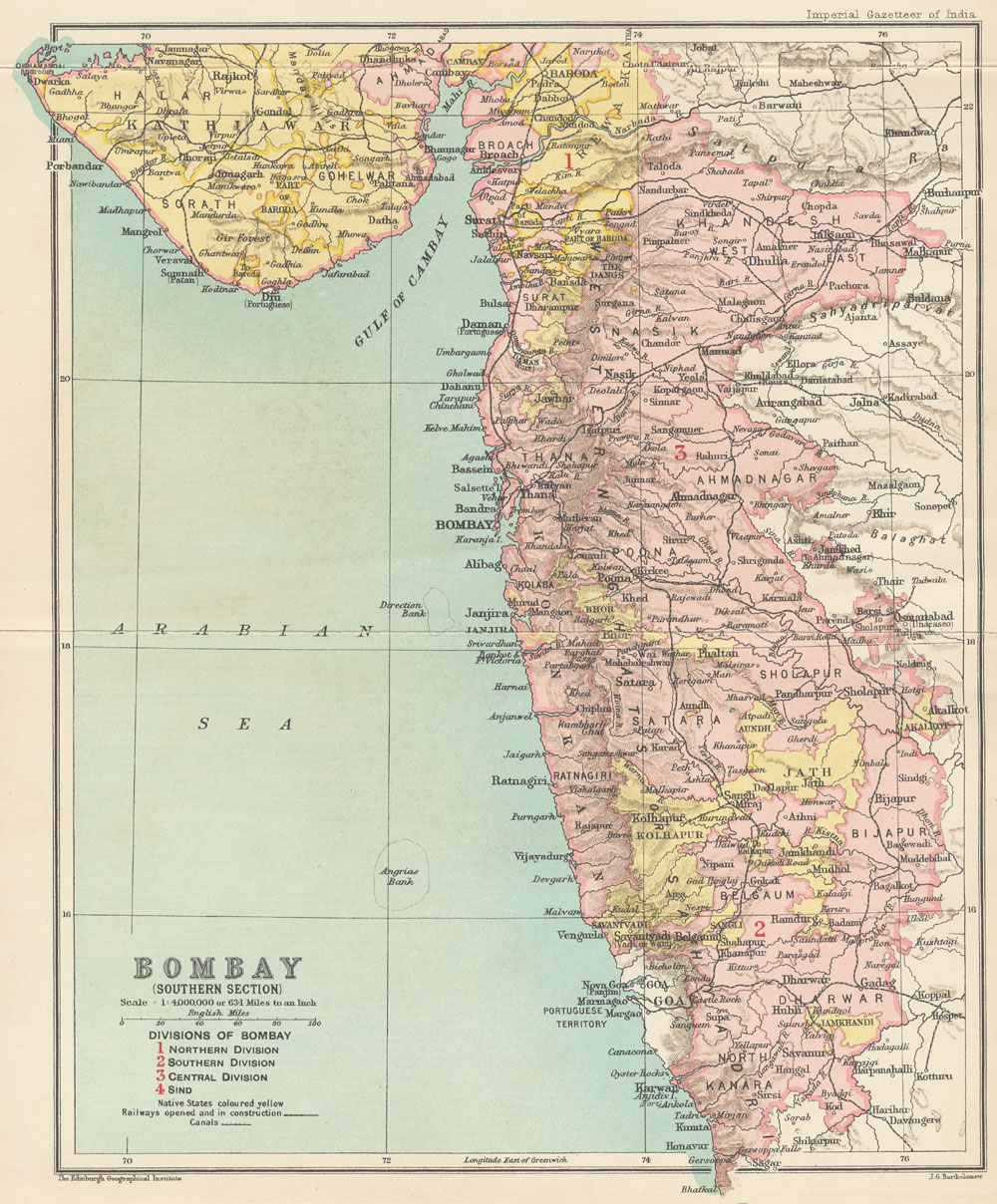
Bombajské prezidentství, rok 1909, jižní část